# توماس جاي لوبيز
توماس جاي لوبيز (بالإنجليزية: Thomas J. Lopez) هو ضابط أمريكي، ولد في 29 يناير 1940 في بويلتون في الولايات المتحدة.